# Commissioners' Plan

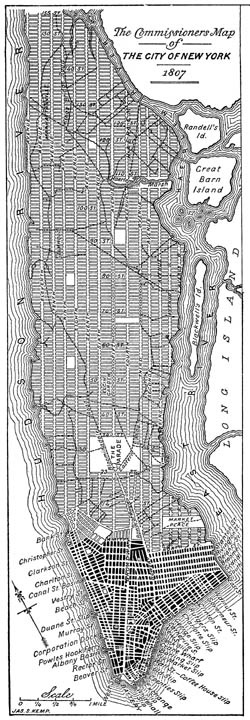
Versió moderna del pla cadastral del Commissioners' Plan de 1811, aparegut el 1807

El Commissioners' Plan és un projecte de l'administració de l'Estat de Nova York que va ser adoptat el 1811. Definia l'organització urbanística de l'illa de Manhattan, entre el carrer 14 i Washington Heights, al nord de l'illa. Aquest projecte constitueix indubtablement l'aplicació més cèlebre i la més important del pla hipodàmic, és a dir del sistema cadastral en carrers perpendiculars. Tanmateix, el pla no respecta realment la graella fins a partir del carrer 13, totes les avingudes no comencen al mateix nivell. Aquesta organització és considerada per la majoria dels historiadors com a visionari, mentre que certes persones hi veuen una organització monòtona de l'illa, respecte a l'organització més lliure de certes ciutats de la costa est.
El projecte preveia així la construcció de carreteres perpendiculars, sense parar atenció particular a la topografia. S'havien considerat setze avingudes, totes en direcció nord/sud, paral·leles a la riba del riu Hudson situat a l'oest de l'illa. Les avingudes van ser batejades d'est a oest, de la First Avenue (primera avinguda), a la Twelfth Avenue (dotzena avinguda), i quatre avingudes anomenades per lletres (de l'A a la D) havien de travessar la Lower East Side. Les setze avingudes van ser construïdes, i encara existeixen avui (amb a més, la Madison Avenue i Lexington Avenue). Cada avinguda havia de mesurar 100 peus d'ample (és a dir aproximadament 30 metres). Les diferents avingudes situades al cor de l'illa havien de ser separades per 281 metres, i les avingudes més properes a la riba havien de ser menys espaiades. Això s'explica pel fet que les esculleres estaven situades al llarg del litoral, com la majoria de les activitats comercials i industrials; l'acostament de les avingudes al llarg de la costa seria així benèfic per a tothom.
Paral·lelament a la construcció d'aquests grans eixos nord/sud, el commissioners' plan preveia la construcció de 155 carrers travessant l'illa en el sentit de l'amplada. Els carrers havien de delimitar espais de 2 hectàrees, els actuals blocks (illes de cases). El primer d'aquests carrers s'anomenava First Street, i existeix encara avui a la vora de Houston Street. Segons el projecte, els carrers havien de tindre una separació de 61 metres.
El commissioners' plan no tenia en compte la construcció de Central Park, ja que el projecte data de 1853. Central Park ocupa així l'espai situat entre d'una part el carrer 59 i el 110, i d'altra banda entre la 5a i la 8a avinguda. Altres grans projectes van canviar també les decisions previstes pel projecte, com la construcció de l'immens Rockefeller Center, de la Universitat de Colúmbia, de Times Square, o encara, més recentment del Lincoln Center.